# Collateralized loan obligation
Una collateralized loan obligation (acrònim: CLOs) és un dels tipus d'obligacions de deute garantides que es caracteritza pel fet que els pagaments que renda es deriven d'una cistella formada per préstecs (en anglès:loan).